# Wet van Bartholomae
De wet van Bartholomae is een Indo-Europese klankwet die specifiek gold binnen de Indo-Iraanse taalfamilie. Volgens deze wet worden alle medeklinkers in een cluster die bestaat uit twee of meer obstruenten (plosieven of s) stemhebbend en geaspireerd wanneer slechts één medeklinker in de cluster deze kenmerken bezit. Het precieze effect dat deze wet gehad heeft is echter onduidelijk, doordat geaspireerde en niet-geaspireerde medeklinkers in het Iraans zijn samengevallen. 
Onduidelijk is of deze wet ook al in het Proto-Indo-Europees gold. 